# Ljusets fiender
Ljusets fiender är en dikt av Johan Henric Kellgren, först utgiven i Stockholms Posten den 21 december 1792.
I dikten argumenterar Kellgren för ett fasthållande av upplysningsidéerna, trots att ”ell’n är lös på Söder”, det vill säga att människor i och med franska revolutionen börjat missbruka dessa. Han slöt sig i filosofiskt avseende till Voltaire och den franska konstuppfattningen.